# Distrikt Cayara
Der Distrikt Cayara liegt in der Provinz Víctor Fajardo in der Region Ayacucho in Südzentral-Peru. Der Distrikt wurde am 9. Januar 1960 gegründet. Er besitzt eine Fläche von 63,5 km². Beim Zensus 2017 wurden 1177 Einwohner gezählt. Im Jahr 1993 lag die Einwohnerzahl bei 1501, im Jahr 2007 bei 1335. Sitz der Distriktverwaltung ist die 3164 m hoch gelegene Ortschaft Cayara mit 846 Einwohnern (Stand 2017). Cayara liegt knapp 10 km südöstlich der Provinzhauptstadt Huancapi.
1988 ermordeten Mitglieder der peruanischen Armee 31 Menschen aus dem Distrikt Cayara. Die Tat ist als „Cayara-Massaker“ bekannt.

## Geographische Lage
Der Distrikt Cayara liegt im Andenhochland im Nordosten der Provinz Víctor Fajardo. Der Río Pampas fließt entlang der nordöstlichen Distriktgrenze in Richtung Südsüdost.
Der Distrikt Cayara grenzt im Süden an den Distrikt Hualla, im Westen an den Distrikt Huancapi, im Norden an den Distrikt Colca sowie im Osten an den Distrikt Huambalpa (Provinz Vilcas Huamán).

## Ortschaften
Neben dem Hauptort gibt es folgende größere Ortschaften im Distrikt:
- Atahui
- Chincheros
- Erusco
- Mayopampa